# Campo espinorial
Um campo espinorial ou  espinor é um tipo de campo físico que generaliza os conceitos de campos vetoriais e tensoriais. Se um campo tensorial é um tipo de representação linear do grupo de Lorentz {\displaystyle {\mathcal {L}}}, um campo espinorial é uma representação de seu "recobrimento" universal, o grupo linear especial {\displaystyle SL(2,\mathbb {C} )}.
Muitas magnitudes físicas representáveis mediante campos tensoriais podem ser representadas também matematicamente por campos espinoriais de maneira equivalente. No entanto, alguns campos espinoriais não admitem análogos tensoriais. Nesse sentido os campos espinoriais generalizam os campos vetoriais e tensoriais, que podem ser vistos como casos particulares de grandezas espinoriais. A mecânica quântica faz uso extensivo dos campos espinoriais sem análogo clássico.

## Introdução
Os vetores e tensores podem ser vistos como espaços vetoriais reais associados a uma certa representação de grupo do grupo de Lorentz, pelo que seus componentes variam de certa maneira peculiar quando se expressam em relação a uma base vetorial ou uma base que sofreu rotação em relação ao anterior, por exemplo. Os espinores são espaços vetoriais complexos associados a representações de grupo do espaço de recobrimento universal do grupo de Lorentz, ou seja, {\displaystyle SL(2,\mathbb {C} )} ou mais exatamente de sua álgebra de Lie.
Um campo espinorial se caracteriza por duas peculiaridades:
- As medidas obtidas pelos dois observadores inerciais de um mesmo campo tensorial, estão relacionadas por leis de transformação associadas a uma representação de grupos de Lie {\displaystyle SL(2,\mathbb {C} )} ou {\displaystyle SU(2,\mathbb {C} )} (Os campos vetoriais e tensoriais se transformam segundo representações de {\displaystyle SO(3,1,\mathbb {R} )} ou {\displaystyle SO(3,\mathbb {R} )}).
- As únicas grandezas físicas diretamente medíveis são funções "quadráticas" das componentes do campo (estas sim se transformam de acordo com {\displaystyle SO(3,1,\mathbb {R} )} e {\displaystyle SO(3,\mathbb {R} )}).

Matematicamente os espinores mais simples são vetores cujas componentes são números complexos (a dimensão vetorial sobre os complexos de um espaço de espinores de Weyl é dois, enquanto que para os espinores de Dirac é quatro). A diferença entre um campo vetorial e um campo espinorial é a lei de transformação de componentes segundo diferentes observadores. Tecnicamente um campo espinorial é uma seção do fibrado espinorial do espaço-tempo.
Formalmente, um campo espinorial é um campo tal que toma valores sobre um espaço vetorial, sobre a qual se tenha definido uma representação do álgebra de Lie do grupo de Lorentz. O tipo mais simples de vetor de dois componentes complexas (espinor ordinário ou de dois componentes), cujos componentes para diferentes observadores estão relacionadas mediante matrizes que constituem uma representação de {\displaystyle {\mathfrak {sl}}(2)}. Além disso na descrição de férmions e neutrinos é comum o uso de espinores de quatro componentes (espinor de Dirac).

### Motivação matemática
As simetrias de um problema físico requerem que certas equações e entidades que representam grandezas físicas sejam invariantes sob a ação de um grupo sobre certo conjunto de entes matemáticos. Em relatividade especial o espaço-tempo de Minkowski tem o grupo de Poincaré como grupo de simetria. Uma vez que o grupo de Lorentz é um subgrupo do grupo de Poincaré, a covariância de uma teoria relativista requer que uma ação do grupo de Lorentz deixe invariantes certas expressões da teoria. Os aspectos quânticos da teoria requerem considerar representações projetivas deste grupo.
Um teorema de Wigner leva a que as representações projetivas de um grupo de Lie possam ser obtidas a partir das representações ordinárias de seu recobrimento universal. Os recobrimentos universais do grupo de Lorentz {\displaystyle SO(3,1,\mathbb {R} )} e do grupo de rotações espaciais {\displaystyle SO(3,\mathbb {R} )} são, respectivamente, {\displaystyle SL(2,\mathbb {C} )} e {\displaystyle SU(2,\mathbb {C} )}.
A motivação é que os grupos de Lie {\displaystyle SL(2,\mathbb {C} )} e {\displaystyle SU(2,\mathbb {C} )} são, além de compactos, simplesmente conexos, dado que o tratamento quântico de um campo físico requer estudar as representações projetivas do grupo de simetria associado ao campo. Além do que resulta que as representações projetivas de um grupo de Lie se reduzem às representações ordinárias de seu recobrimento universal. Assim substituir os grupos {\displaystyle SO(3,1,\mathbb {R} )} e {\displaystyle SO(3,\mathbb {R} )} por seus recobrimentos universais {\displaystyle SL(2,\mathbb {C} )} e {\displaystyle SU(2,\mathbb {C} )} resolve o problema de determinar todas as representações projetivas irredutíveis dos dois primeiros grupos.